# Feiertage im Deutschen Reich 1933–1945
Gesetzliche, arbeitsfreie Feiertage waren im NS-Staat, neben den Sonntagen, alle Tage, die im Gesetz über die Feiertage erwähnt wurden. Das Gesetz trat am 27. Februar 1934 in Kraft. Damit wurden erstmals alle Feiertage in einem Reichsgesetz geregelt. Bis dahin oblag die Einführung von Feiertagen den Ländern und Freistaaten. So waren die kirchlichen Feiertage Neujahrstag, Ostermontag, Himmelfahrtstag, der Pfingstmontag sowie der erste und der zweite Weihnachtstag bereits im gesamten Reich Feiertage. Dagegen wurden in katholisch geprägten Ländern wie Bayern und Baden (nach dem Anschluss Österreichs auch dort) traditionelle katholischen Feiertage (u. a. Peter und Paul, Mariä Himmelfahrt, Allerheiligen, Mariä Empfängnis) zu Werktagen. Das Gesetz wurde durch das Grundgesetz für die Bundesrepublik Deutschland 1949 in Landesrecht umgewandelt, die Bundesländer haben es dann aufgehoben oder ersetzt.

## Feiertage
| Feiertag                                  | Datum                                                  | Bemerkung                                                     |
| ----------------------------------------- | ------------------------------------------------------ | ------------------------------------------------------------- |
| Neujahr                                   | 1. Januar                                              |                                                               |
| Heldengedenktag                           | 16. März, wenn Sonntag, sonst Sonntag vor dem 16. März | ab 1939, vorher am 5. Sonntag vor Ostern (Reminiscere)        |
| Karfreitag                                | Ostersonntag −2 Tage                                   |                                                               |
| Ostermontag                               | Ostersonntag +1 Tag                                    |                                                               |
| Führergeburtstag                          | 20. April                                              | nur 1939 (Hitlers 50. Geburtstag)                             |
| Nationaler Feiertag des deutschen Volkes  | 1. Mai                                                 | ab 1934, 1933 als „Feiertag der nationalen Arbeit“ eingeführt |
| Christi Himmelfahrt                       | Ostersonntag + 39 Tage                                 |                                                               |
| Pfingstmontag                             | Ostersonntag + 50 Tage                                 |                                                               |
| Fronleichnam                              | Ostersonntag + 60 Tage                                 | nur in Gemeinden mit überwiegend katholischer Bevölkerung     |
| Erntedanktag                              | 1. Sonntag nach dem Michaelistag (29. September)       |                                                               |
| Reformationstag                           | 31. Oktober                                            | nur in Gemeinden mit überwiegend evangelischer Bevölkerung    |
| Gedenktag für die Gefallenen der Bewegung | 9. November                                            | ab 1939                                                       |
| Bußtag                                    | Mittwoch vor dem Totensonntag                          |                                                               |
| 1. Weihnachtsfeiertag                     | 25. Dezember                                           |                                                               |
| 2. Weihnachtsfeiertag                     | 26. Dezember                                           |                                                               |

## Beflaggungstage
Tage, an denen nach der Zweiten Verordnung zur Durchführung des Reichsflaggengesetzes vom 28. August 1937 die allgemeine Beflaggung angeordnet war:
- Reichsgründungstag – 18. Januar
- Tag der nationalen Erhebung – 30. Januar
- Heldengedenktag – Februar/März
- Führergeburtstag – 20. April
- Nationaler Feiertag des deutschen Volkes – 1. Mai
- Erntedanktag – 1. Sonntag nach Michaelis
- Gedenktag für die Gefallenen der Bewegung – 9. November

## Nationalsozialistische Feiertage
Neben den nationalen Feiertagen (Heldengedenktag, 1. Mai und Erntedanktag) und den geschützten kirchlichen Feiertagen bestanden eigene nationalsozialistische Feiertage, die jedoch staatlich nicht besonders geschützt waren, wenn sie nicht auf einen der genannten Sonn- und Feiertage fielen.
- Tag der nationalen Erhebung – 30. Januar
- Parteigründungsfeier – 24. Februar
- Verpflichtung der Jugend – Letzter Sonntag im März
- Führergeburtstag – 20. April
- Deutsche Ostern – Osterdatum
- Hoher Maien – Pfingsten
- Muttertag – 2. Sonntag im Mai
- Sommersonnenwende – 21. Juni
- Reichsparteitag in Nürnberg – erste Septemberhälfte
- Erntedanktag – 1. Sonntag nach Michaelis
- Gedenktag an die Gefallenen der Bewegung – 9. November (ab 1939 staatlicher Feiertag)
- Wintersonnenwende – 22. Dezember
- Volksweihnacht – 24. Dezember